# Eucalanus inermis
Eucalanus inermis är en kräftdjursart som beskrevs av Giesbrecht 1892. Eucalanus inermis ingår i släktet Eucalanus och familjen Eucalanidae. Inga underarter finns listade i Catalogue of Life.